# Saint-Pierre (Bajo Rin)
Saint-Pierre es una localidad y comuna francesa, situada en el departamento de Bajo Rin en la región de Alsacia.

## Demografía
| 283 | 326 | 363 | 368 | 460 | 532 |
| Para los censos de 1962 a 1999 la población legal corresponde a la población sin duplicidades (Fuente: INSEE [Consultar]) |     |     |     |     |     |

## Patrimonio

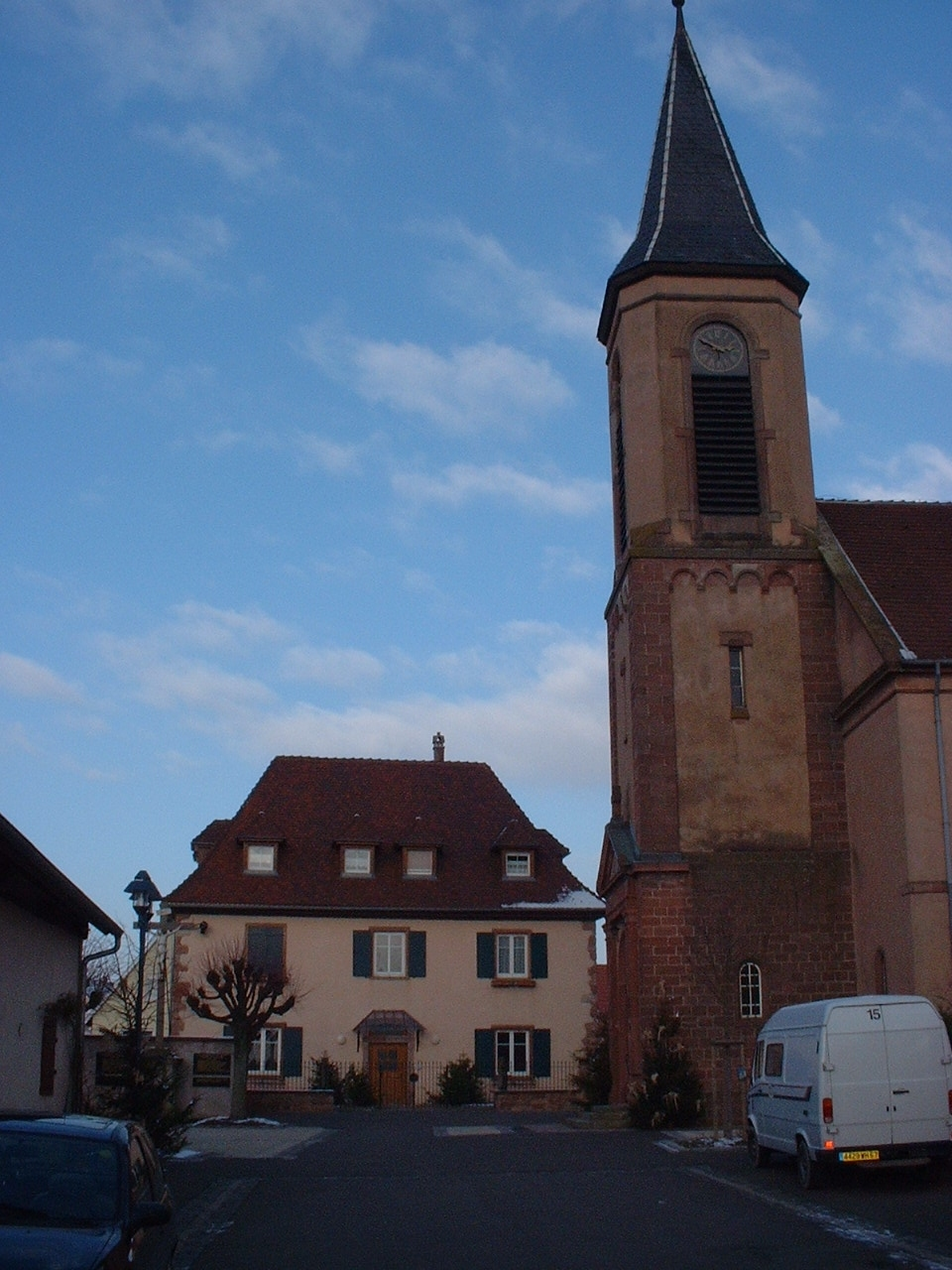
Iglesia de Saint Arbogast
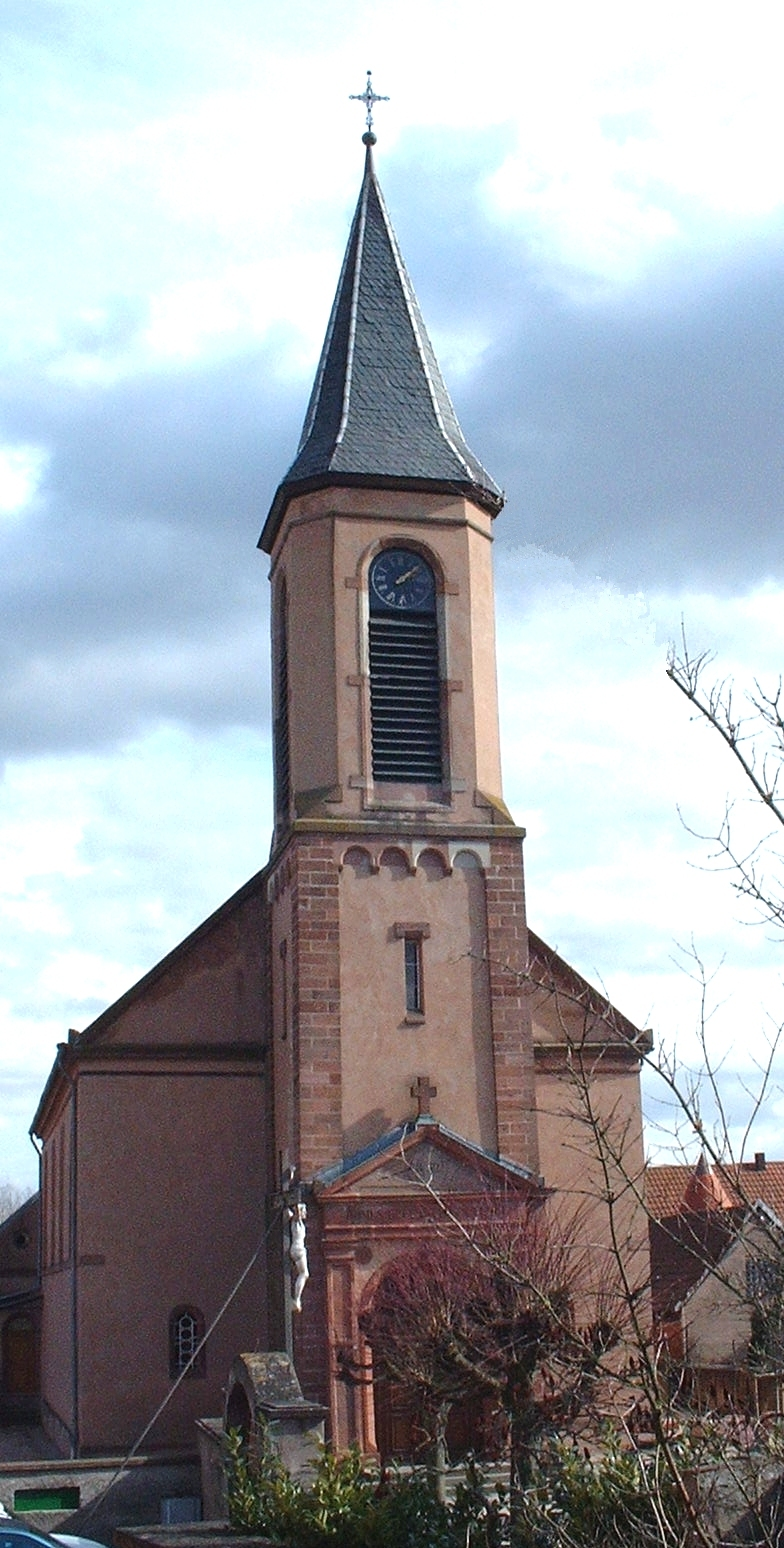
Iglesia de Saint Arbogast